# Axel Eliassons Konstförlag

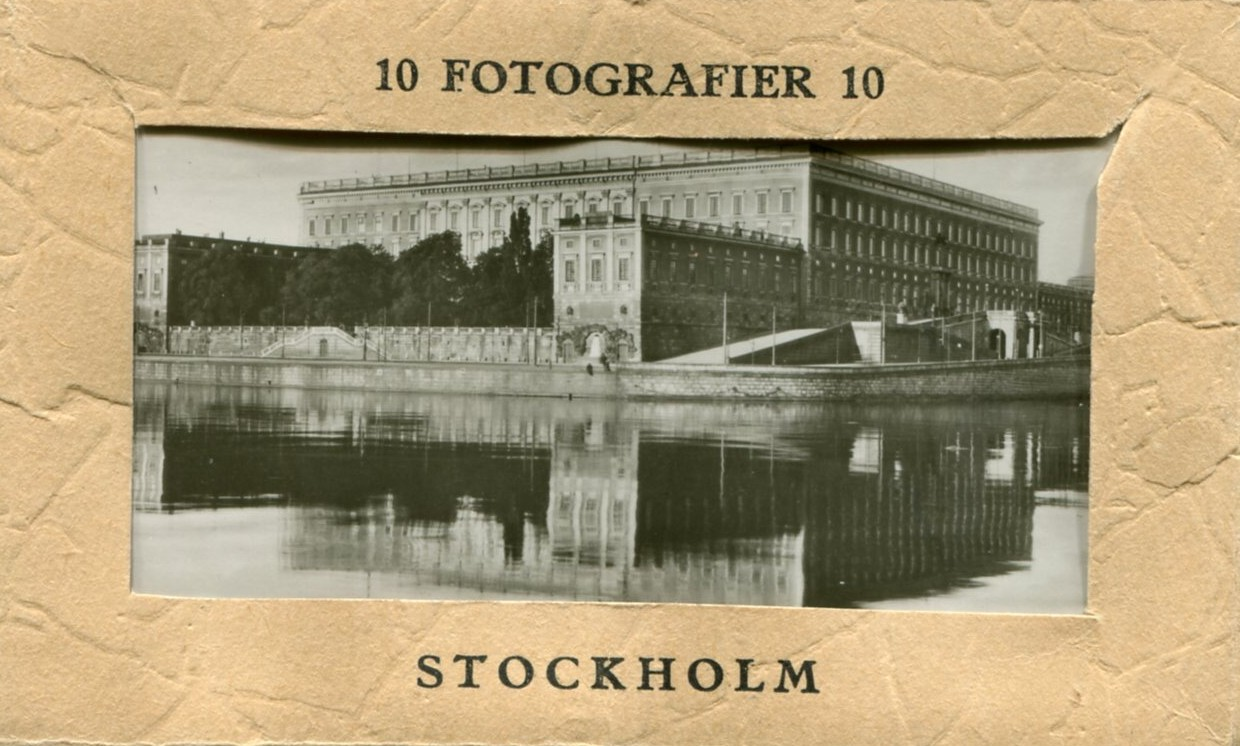
Häfte med "10 Fotografier Stockholm", 1930-tal.

Axel Eliassons Konstförlag (AE) var ett förlag som började 1890 sälja egna vykort genom sin grundare Axel Eliasson. Företaget var under 1900-talets första hälft Sveriges ledande producent av vykort med sina lokaler på Drottninggatan i Stockholm.
Idén till sin vykortsproduktion fick Axel Eliasson i Berlin. Till en början stod Eliasson själv bakom kameran och därför kunde han lansera sina produkter under beteckningen "svensk tillverkning". De första vyerna visade Stockholm och Göteborg och annonserades i Aftonbladet 1891. De första vykorten, där bilden endast upptog 1/3 av framsidan hade dock ingen större framgång. Först sedan Eliasson 1896 ändrat layouten och ökat storleken på bilderna ökade populariteten. Från 1895 utgavs även vykort i färglitografi. De "officiella" vykort som förlaget utgav i samband med Stockholmsutställningen 1897 stor spridning. 1894 kontrakterades Jenny Nyström att rita vykort, och från 1897 även Anna Palm, som var den som gjorde illustrationerna till vykortet från Stockholmsutställningen 1897. Illustrerade julkort kom till en början att bli en av hans främsta produkter.
1922 infördes namnet Konstförlag i företagsnamnet. Logotypen AE infördes omkring 1920 och ritades av David Blomberg som tidigare ritat NK-logotypen. Efter Axel Eliassons död 1932 ombildades förlaget till aktiebolag.
Så småningom utgavs vykortsmotiv från hela Sverige, Danmark och Norge, där en del var handkolorerade. Även flygfotografier ingick i sortimentet. I slutet av 1930-talet fanns små häften med tio motiv från samma stad på lösa fotografier i format 10x6 cm.  Ända fram till 1920-talet expanderade företaget men framgången avstannade under 1940-talet.
1940 beslutades om likvidation av aktiebolaget. Den drog dock ut på tiden och var klar först 1941. Redan 1941 hade dock bolaget köpts upp av Alrik Hedlund Förlag i Göteborg som skapade Nya Aktiebolaget Axel Eliassons Konstförlag. 1943 ändrades namnet till Axel Eliassons Konstförlag Aktiebolag och 1969 till Axel Eliasson Aktiebolag. Då Sven-Göran Östh som tidigare varit VD vid Gerhards konstförlag blev VD för företaget 1989 bestämde han sig för att flytta bolaget till Sågmyra.
Axel Eliassons konstförlag  hade reproduktionsrätten till Ateljé Jaegers fotografier av kungligheter och kända personer. Förlaget hade även ensamrätten på vykort med Jenny Nyström-motiv. Firman finns fortfarande kvar under namnet Axel Eliasson AB i Sågmyra, men är inte längre verksam inom vykortsbranschen utan producerar huvudsakligen konstförlagsartiklar som julkort och presentartiklar.

## Bildexempel

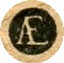
Förlagets logotyp
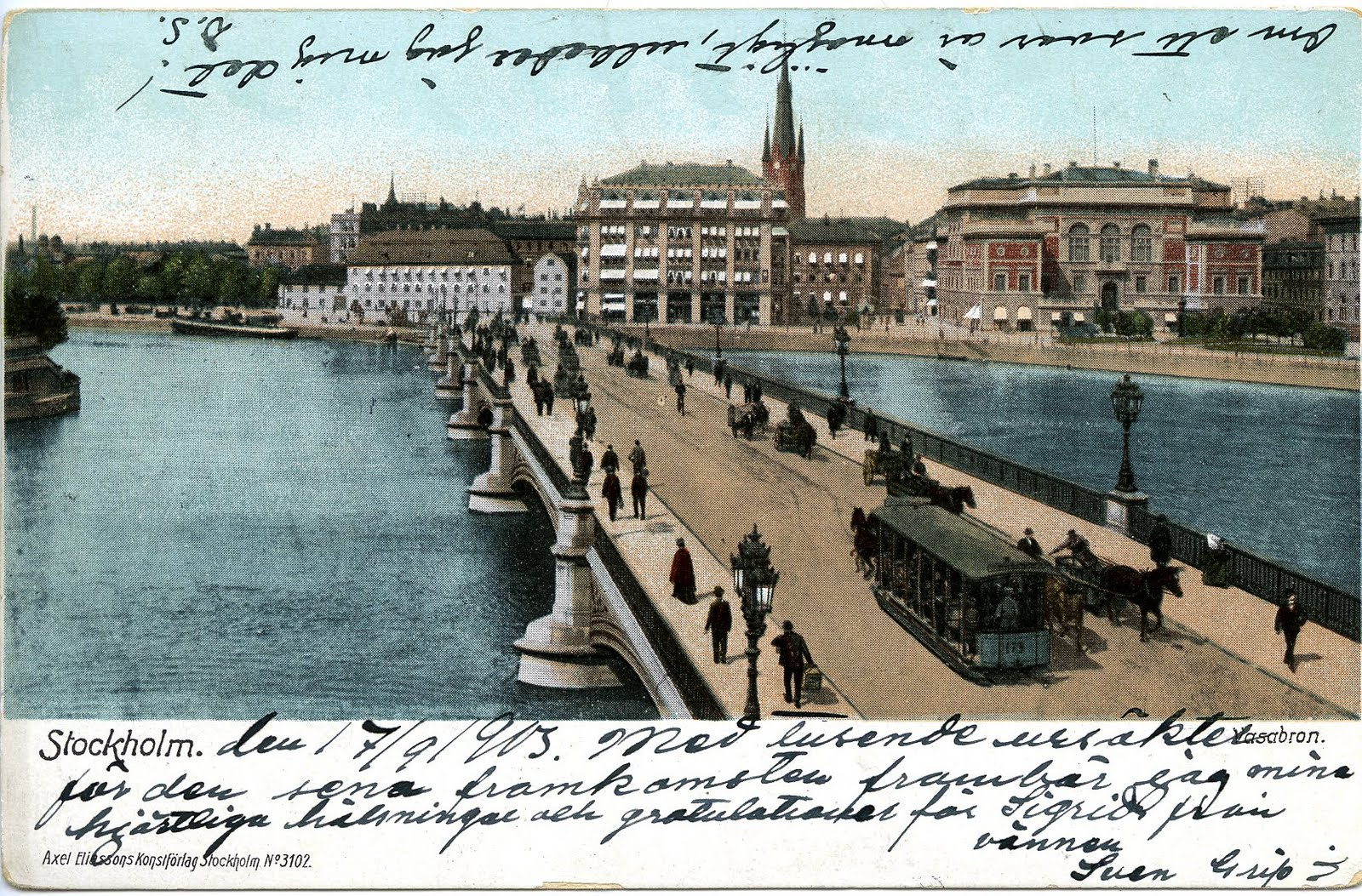
Vasabron, Stockholm 1903
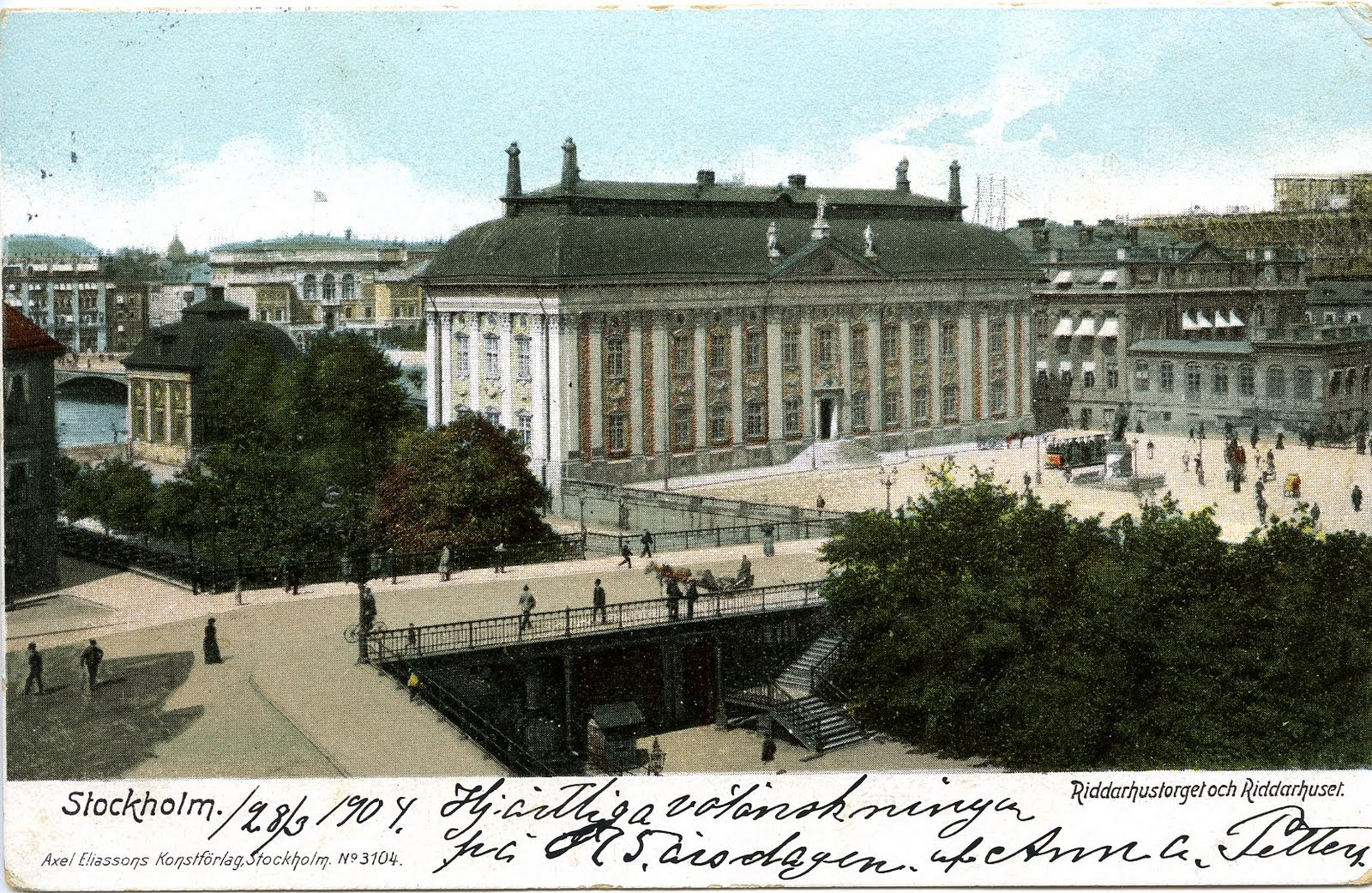
Riddarhuset, Stockholm 1904
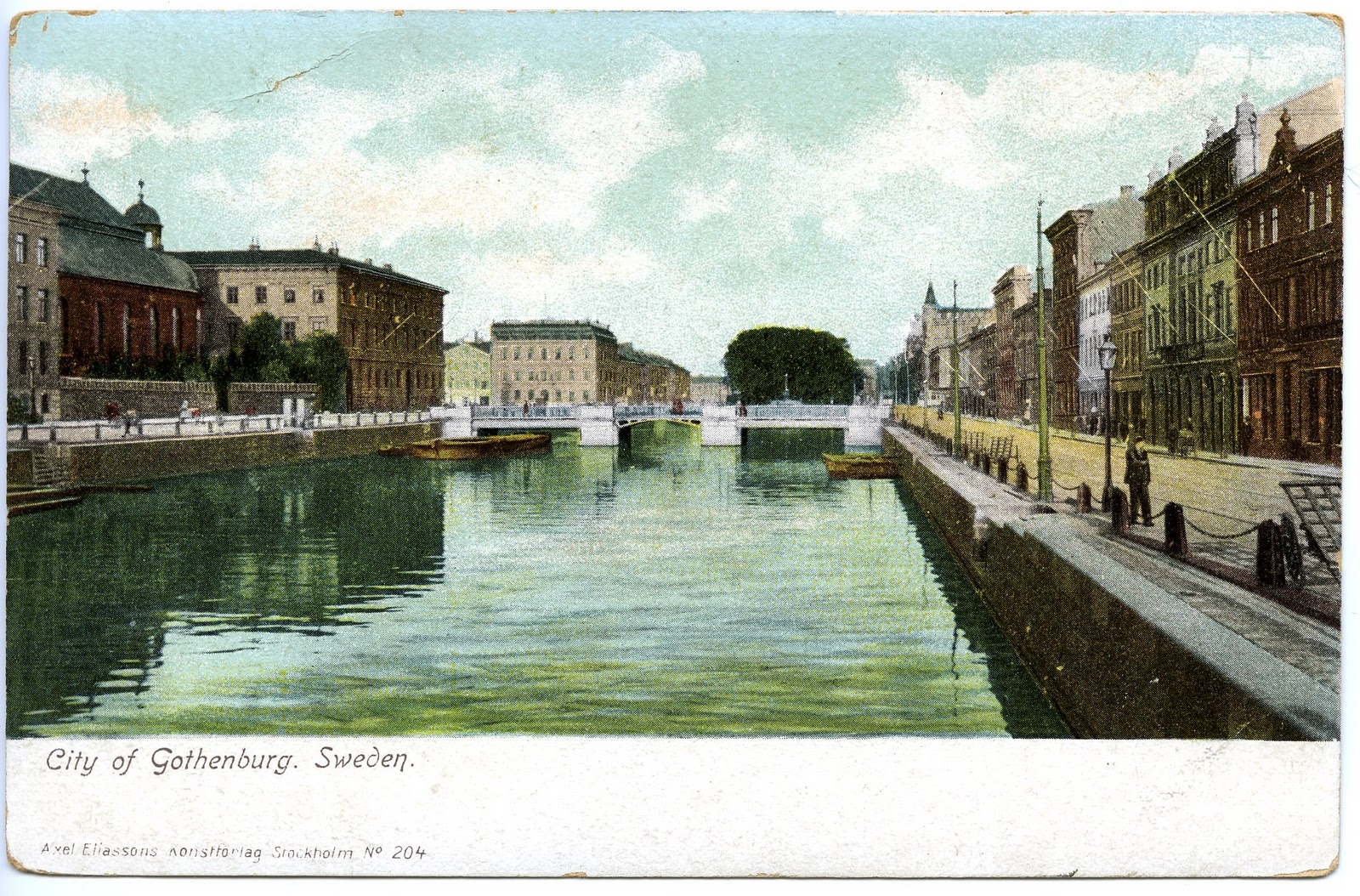
Stora hamnkanalen, Göteborg 1907
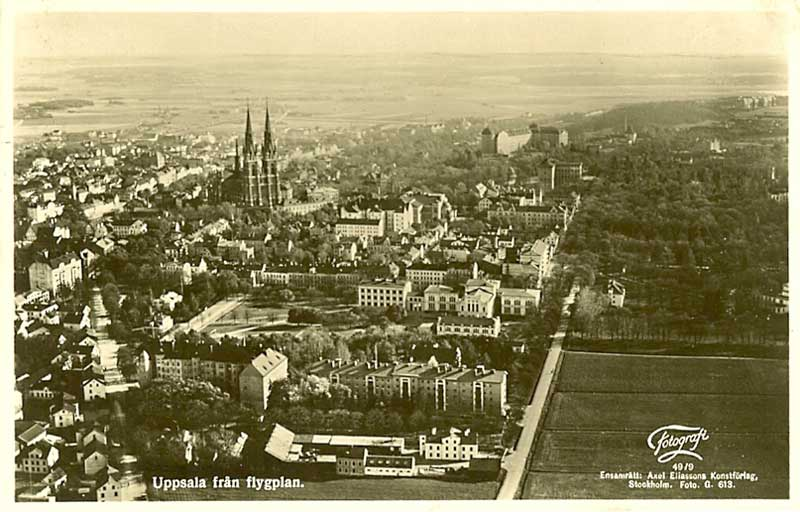
Uppsala, flygfoto 1930-tal